# Strike Anywhere
Strike Anywhere est un groupe de punk rock américain, originaire de Richmond, en Virginie. Ils font partie des groupes de punk engagés et sont souvent cités aux côtés de Propagandhi pour la qualité de leurs textes. Leur logo, un cercle contenant trois flèches, est un symbole antifasciste.

## Biographie

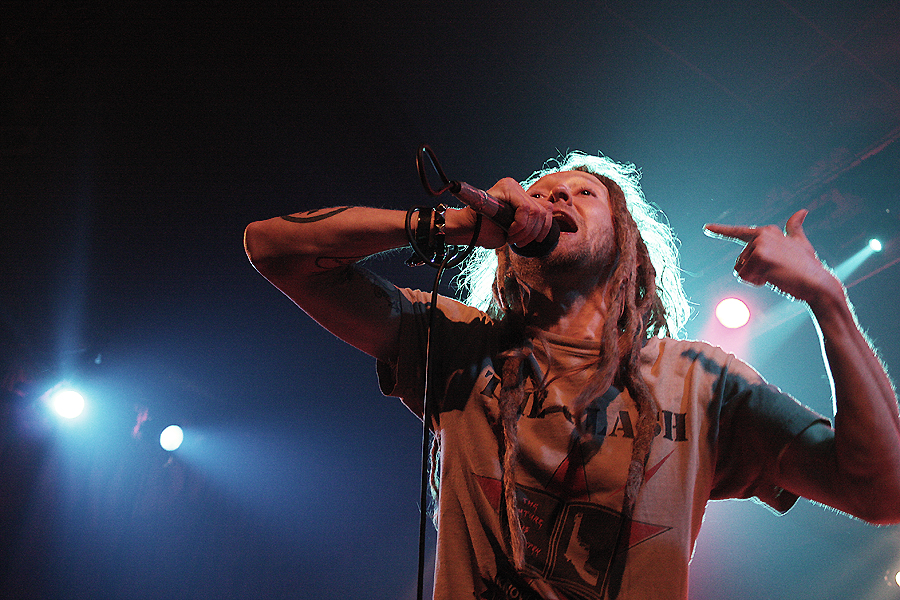
Thomas Barnett, chanteur du groupe, en concert à Barcelone, en Espagne, en 2010.

Strike Anywhere est formé en 1999 à Richmond, en Virginie. Après la publication d'un premier EP, Chorus of One, Strike Anywhere signe au label Jade Tree Records auquel ils publient leur premier album studio, Change Is a Sound en août 2001. Alors que Change Is a Sound offre un son très hardcore, Strike Anywhere emprunte un sentier plus mélodique sur leur deuxième album studio, Exit English, publié en 2003. Alors que certains fans y voient un pas en avant notable et considèrent cet album comme leur meilleur à ce jour, d'autres regrettent l'agressivité des premiers temps. Ces derniers ont tout particulièrement apprécié la sortie en janvier 2005 de Living in Discontent, une compilation de morceaux rares, qui clôt la collaboration entre Strike Anywhere et Jade Tree.
Strike Anywhere signe chez Fat Wreck Chords en mai 2005,, et ses membres enregistrent au printemps 2006 leur prochain album avec le producteur Brian McTernan. L'album, intitulé Dead FM, est publié le 5 septembre 2006 sur Fat Wreck Records. Il est très bien accueilli par l'ensemble de la presse spécialisée. Il comprend un total de 14 chansons qui durent toutes moins de trois minutes.
En janvier 2008, ils annoncent des dates de tournées avec Paint It Black.
Strike Anywhere signe avec le label Bridge Nine Records en mai 2009. En juin le même mois, ils terminent l'enregistrement d'un nouvel album. Intitulé Iron Front, il est produit par Brian McTernan, et est la suite de Dead FM. Il est annoncé le 6 octobre 2009. En avril 2010, ils annoncent des dates de tournée nord-américaine avec Bane et Touché Amoré.

## Membres

### Membres actuels
- Thomas Barnett - chant (depuis 1999)
- Matt Smith - guitare, chant (depuis 1999)
- Garth Petrie - basse (depuis 1999)
- Eric Kane - batterie (depuis 1999)
- Mark Miller - guitare, chant (depuis 2007)

### Ancien membre
- Matt Sherwood - guitare, chant (1999–2007)

## Discographie

### Albums studio
- 2001 : Change is a Sound
- 2003 : Exit English
- 2005 : To Live in Discontent
- 2006 : Dead FM
- 2009 : Iron Front

### EP
- 2000 : Chorus of One
- 2001 : Bread or Revolution
- 2001 : Underground Europe: The 1999 Demos
- 2009 : Iron Front

### Compilations
- 2005 : To Live In Discontent (démos Chorus of One et Bread or Revolution)
- 2012 : In Defiance of Empty Times (acoustique)